# Crowle (Lincolnshire)
Crowle è un paese di 4 090 abitanti della contea del Lincolnshire, in Inghilterra.